# The Parisian
 (mars 2015).
Si vous disposez d'ouvrages ou d'articles de référence ou si vous connaissez des sites web de qualité traitant du thème abordé ici, merci de compléter l'article en donnant les références utiles à sa vérifiabilité et en les liant à la section « Notes et références ».
The Parisian est un film de Jean de Limur sorti en 1931.

## Synopsis
Après avoir épousé une femme plus jeune que lui, un homme décide de reprendre son métier d'architecte.

## Fiche technique
- Réalisation : Jean de Limur
- Genre : comédie de mœurs
- Sortie : 1931

## Distribution
- Elissa Landi : Yvonne
- Adolphe Menjou
- Roger Tréville
- Charles Redgie